# Pattuppattu
| Sangam-Literatur |
| --- |
| Ettuttogai („acht Anthologien“) |
| - Natrinai - Kurundogai - Aingurunuru - Paditruppattu - Paripadal - Kalittogai - Agananuru - Purananuru                                                                             |
| Pattuppattu („zehn Gesänge“) |
| - Tirumurugatruppadai - Porunaratruppadai - Sirupanatruppadai - Perumbanatruppadai - Mullaippattu - Maduraikkanchi - Nedunalvadai - Kurinchippattu - Pattinappalai - Malaipadukadam |

Pattuppattu (Tamil: பத்துப்பாட்டு Pattuppāṭṭu  [ˈpat̪ːɯpːaːʈːɯ] „zehn Gesänge“) ist die Bezeichnung für eine Sammlung von zehn Werken der alttamilischen Sangam-Literatur. Das Pattuppattu umfasst zehn längere Einzelgedichte mit einer Länge von 103 bis 782 Zeilen. Gemeinsam mit den „acht Anthologien“ (Ettuttogai) bildet es das Korpus der Sangam-Literatur.

## Die Werke desPattuppattu
Nachfolgend sind die zehn Gesänge in der traditionellen Reihenfolge aufgezählt:
| Name des Gedichts   | Name des Gedichts              | Name des Gedichts                                  | Zeilenzahl |
| ------------------- | ------------------------------ | -------------------------------------------------- | ---------- |
| Tirumurugatruppadai | திருமுருகாற்றுப்படை Tirumurukāṟṟuppaṭai | „die Weisung zu Gott Murugan“                      | 317        |
| Porunaratruppadai   | பொருநராற்றுப்படை Porunarāṟṟuppaṭai    | „die Weisung für die Kriegsbarden“                 | 248        |
| Sirupanatruppadai   | சிறுபானாற்றுப்படை Ciṟupāṉāṟṟuppaṭai    | „die Weisung für die Barden mit der kleinen Laute“ | 269        |
| Perumbanatruppadai  | பெரும்பானாற்றுப்படை Perumpāṉāṟṟuppaṭai  | „die Weisung für die Barden mit der großen Laute“  | 500        |
| Mullaippattu        | முல்லைப்பாட்டு Mullaippāṭṭu           | „das Waldgedicht“                                  | 103        |
| Maduraikkanchi      | மதுரைக்காஞ்சி Maturaikkāñci          | „der Ratschlag [für den König] von Madurai“        | 782        |
| Nedunalvadai        | நெடுநல்வாடை Neṭunalvāṭai            | „der lange gute Nordwind“                          | 188        |
| Kurinchippattu      | குறிஞ்சிப்பாட்டு Kuṟiñcippāṭṭu         | „das Berggedicht“                                  | 261        |
| Pattinappalai       | பட்டினப்பாலை Paṭṭiṉappālai          | „die Stadt und die Wüste“                          | 301        |
| Malaipadukadam      | மலைபடுகடாம் Malaipaṭukaṭām         | „die Aussonderung aus dem Berg“                    | 583        |

Von den zehn Gesängen vertreten fünf, Porunaratruppadai, Perumbanatruppadai, Sirupanatruppadai, Malaipadukadam und Maduraikkanchi das Genre der Heldendichtung (puram) und eines, das Kurinchippattu, das Genre der Liebesdichtung (agam). In den drei Werken Pattinappalai, Mullaippattu und Nedunalvadai findet sich eine Mischform der Agam- und Puram-Genres. Das Tirumurugatruppadai ist ein Lobgedicht auf den Gott Murugan.

## Textgeschichte und Anthologisierung
Die Datierung der Sangam-Literatur ist unsicher, die meisten zehn Gesänge stammen aber wahrscheinlich aus dem 4. bis 5. Jahrhundert n. Chr., während das Tirumurugatruppadai auf das 6. Jahrhundert anzusetzen ist. Wann diese Werke zur Sammlung der „zehn Gesänge“ zusammengefasst wurden, ist aber nicht bekannt. Der Begriff der „zehn Gesänge“ taucht erstmals im 11. Jahrhundert beim Autor Ilamburanar in dessen Kommentar zum Tolkappiyam auf. Die Identität der Werke, die zu den zehn Gesängen gehören, sowie ihre traditionelle Reihenfolge sind in einem anonymen Vers überliefert, der aus der Manuskripttradition bekannt ist. Er ist im Venba-Versmaß verfasst und vermutlich relativ jungen Datums. Dieses überlieferte Wissen bildet die Grundlage der Literaturgeschichtsschreibung über das Pattuppattu. Der besagte Vers lautet wie folgt:

„முருகு பொருநாறு பாணிரண்டு முல்லை

பெருகு வளமதுரைக் காஞ்சி – மருவினிய

கோலநெடு நல்வாடை கோல்குறிஞ்சி படிடனப்

பாலை கடாத்தொடும் பாட்டு.“

„Muruku porunāṟu pāṇ iraṇṭu mullai

peruku vaḷa maturaikkāñci – maruv’ iṉiya

kōla neṭunalvāṭai kōl kuṟiñci paṭṭiṉap-

pālai kaṭāttoṭum pāṭṭu.“

„Murugu, Porunaru, die beiden Pans, Mullai,

Maduraikkanchi von großem Reichtum, das gemeinschaftlich angenehme

schöne Nedunalvadai, das vorzügliche Kurinchi, Pattinappalai,

zusammen mit Kadam: dies sind die Gesänge.“